# Tarentum
Ne pas confondre avec la  ville italienne de Tarente.
Tarentum est un borough situé dans le comté d'Allegheny, dans le Commonwealth de Pennsylvanie, aux États-Unis. Sa population s’élevait à 4 530 habitants lors du recensement de 2010, estimée à 4 391 habitants en 2018.

## Démographie
| Groupe            | Tarentum | Pennsylvanie | États-Unis |
| ----------------- | -------- | ------------ | ---------- |
| Blancs            | 91,9     | 81,9         | 72,4       |
| Afro-Américains   | 5,1      | 10,9         | 12,6       |
| Métis             | 1,9      | 1,9          | 2,9        |
| Asiatiques        | 0,5      | 2,8          | 4,8        |
| Autres            | 0,3      | 2,4          | 6,2        |
| Amérindiens       | 0,3      | 0,2          | 0,9        |
| Total             | 100      | 100          | 100        |
|                   |          |              |            |
| Latino-Américains | 1,0      | 5,7          | 16,7       |

Selon l’American Community Survey, pour la période 2011-2015, 97,12 % de la population âgée de plus de 5 ans déclare parler l'anglais à la maison, 1,21 % déclare parler l'espagnol et 1,07 % l'allemand.

## Personnalité liée à la ville
Estelle Harris a passé son enfance à Tarentum.